# Estação Tchistyie Prudy
Tchistyie Prudy (em russo:  Чи́стые пруды́) é uma das estações da linha Socolhnitcheskaia (Linha 1) do Metro de Moscovo, na Rússia. Estação «Tchistyie Prudy» está localizada entre as estações «Lubianka» e «Krasnyie Vorota».